# ネバー・クライ・ウルフ
『ネバー・クライ・ウルフ』（Never Cry Wolf）は、キャロル・バラード監督による1983年のアメリカ合衆国のドラマ映画である。ファーレイ・モワットの自伝『オオカミよ、なげくな』（1963年）を原作としており、チャールズ・マーティン・スミス演じる生物学者の視点からオオカミたちの生態が描かれる。

## あらすじ
若くて純朴なカナダ人生物学者タイラーは、遠く離れた北極圏の原野へ行き、その地域のカリブーの個体数が減少している原因を調査するようカナダ政府から命じられる。彼はオオカミを殺し、その胃の内容物にカリブーの組織が無いか調べるよう指示される。タイラーはパイロットのロウジー・リトルを雇い、小型機で北極圏へ移動する。目的地に着陸した後、ロウジーは凍った湖の真ん中にタイラーを残して去る。通りかかったイヌイット族のウーテックが、タイラーが新しい環境に慣れるまでの間、彼の世話をする。
一人ぼっちとなったタイラーは、研究と生活基盤の整備に日々を費やす。彼はすぐにジョージとアンジェリンと名付けた2頭のオオカミに出会う。2頭には子がおり、タイラーが彼らに興味津々なのと同程度、タイラーに興味を抱いているようだ。彼とオオカミはお互いに自分の縄張りを示すなど、社会的な交流を始め、信頼と尊敬の念が生まれていく。オオカミがカリブーを食べずにネズミだけを食べていることに気づいた彼は、自分もタンパク源としてネズミだけを食べるという副次的な実験を始める。
タイラーはマイクという名の別のイヌイット族と出会う。マイクは、自分の歯がほとんどないことを気にしているとタイラーに告げる。マイクはオオカミハンターで、毛皮を売って生計を立てるためにオオカミを殺していることをタイラーは知る。タイラーは自分が覚えた技を披露する。ファゴットで特定の音を演奏することで、オオカミの遠吠えを真似て、他のオオカミを呼び寄せることが出来るのだ。
秋が近づき、カリブーが南へ移動しているとタイラーは知らされる。ウーテックは彼をカリブーがいる場所まで3日間かけて歩いて連れて行く。タイラーはオオカミたちがカリブーの群れを何度か襲おうとするが上手くいかないのを目撃する。彼はカリブーをオオカミたちの方へ追い込むのを手伝い、オオカミは1頭のカリブーを倒す。タイラーはカリブーの骨を取って骨髄を採取し、殺されたカリブーが病気であったことを発見する。これは、オオカミが弱いカリブーだけを殺すことを裏付ける。
ある日、タイラーは、飛行機でやって来たロウジーと2人の投資家に出会う。彼らはホテルを開発するために湖畔と山の斜面を購入したのである。ロウジーは、タイラーのやっていることは無駄だと言い、一緒に飛行機で帰ろうと言う。タイラーは断るが、ロウジーはタイラーの気が変わるかも知れないからと、2-3日後に再度来ると言う。
タイラーが自分の拠点に戻ると、辺りは静まり返っている。オオカミの縄張りに足を踏み入れると、オオカミの父母はいなくなっており、子オオカミたちが怯えていた。外ではロウジーの飛行機が近づいて来る。ロウジーがジョージとアンジェリンを殺したと考えたタイラーは、彼に立ち去るように叫び、ライフルを撃って追い払う。
自分の拠点に再び戻ったタイラーは、小屋の中にマイクが居るのを見つける。タイラーがオオカミたちについて尋ねると、マイクは自分が生き残ることに集中するよう忠告し、ロウジーの計画を知っているとほのめかす。マイクは新しい入れ歯を見せて去る。
しばらくして初雪が降り始めると、タイラーはファゴットでオオカミの鳴き声を吹き、ジョージとアンジェリンの群れから他のオオカミを呼び寄せる。彼は荒野で過ごした日々を振り返り、自分がこの地に近代化をもたらすのにどのように貢献出来たのかを考える。ウーテックが戻って来て、彼とタイラーは拠点を解体し、交流を楽しみながら秋のツンドラを南へ移動する。

## キャスト
| 役名         | 俳優                           | 日本語吹替 | 日本語吹替   |
| 役名         | 俳優                           | VHS版      | フジテレビ版 |
| ------------ | ------------------------------ | ---------- | ------------ |
| タイラー     | チャールズ・マーティン・スミス | 北村総一朗 | 東野英心     |
| ロージー     | ブライアン・デネヒー           | 内田稔     | 富田耕生     |
| ウテック     | ザカリー・イッティマンナク     | 吉水慶     | 上田敏也     |
| マイク       | サムソン・ホーラ               | 江原正士   | 富山敬       |
| 町の男       | ヒュー・ウェブスター           |            | 千葉耕市     |
| ナレーション | ナレーション                   | 吉水慶     | 畑正憲       |

- ポニー版から発売されたビデオには字幕スーパーが収録されている。
- フジテレビ版 - 初放送1987年3月14日 『ゴールデン洋画劇場』

## 製作
撮影はアラスカ州ノーム、ユーコン準州、ブリティッシュコロンビア州で行われた。

## 映画賞ノミネート
| 賞                       | 部門   | 候補者                                                                           | 結果       |
| ------------------------ | ------ | -------------------------------------------------------------------------------- | ---------- |
| アカデミー賞             | 録音賞 | アラン・スプレット、トッド・ボークルヘイド、ランディ・トム、デヴィッド・パーカー | ノミネート |
| ボストン映画批評家協会賞 | 撮影賞 | ヒロ・ナリタ                                                                     | 受賞       |
| 全米映画批評家協会賞     | 撮影賞 | ヒロ・ナリタ                                                                     | 受賞       |